# ACTORS☆LEAGUE
ACTORS☆LEAGUE（アクターズリーグ）は、2021年から始まった2.5次元俳優を中心としたスポーツイベント。
派生イベントとして、2023年はアートフェスタ「あくたーず☆りーぐ」が開催され、翌年は舞台『あくたーず☆りーぐ 三人のおうさまのおはなし』が上演された。

## 概要
2021年、俳優の黒羽麻璃央がプロデューサーを務め野球とエンターテインメントを融合させたイベントACTORS☆LEAGUEを開催し、総勢40人ほどの俳優が参加した。ABEMAのABEMA SPECIAL チャンネルでは事前特番やイベント直後の後夜祭などの生配信を行っている。
2022年、新企画として高野洸はゲーム、岡宮来夢はバスケットボールのプロデューサーを務めた。
2023年はゲーム、（武道館大ホール）、野球（東京ドーム）、バスケットボール（東京体育館）をそれぞれ開催。そして新たにエンタメ研究所所長およびスーパーバイザーとして荒牧慶彦が参加。さらには「アート」「平和」「フェス」の3つをコンセプトにしたイベント、あくたーず☆りーぐが11月に開催された。
2024年はゲーム、バスケに加えて新たにダンスが開催されることとなった。ダンスのプロデューサーは福澤侑。また、例年開催されていた野球だが、2024年は競技が行われず「次回への充電期間」 となった。
2025年の「ACTORS☆LEAGUE」は、過去最多となる5つのイベントが開催。新たに植田圭輔プロデュースのFutsalと、佐藤流司プロデュースのBrainの2つが加わり、春からオフィシャル・サポーターズクラブが発足。
また、黒羽麻璃央がプロデュースする「Baseball」は、今年で最後となる「最終決戦」として開催された。

### 2021年
| 開催日・会場       | 7月20日 東京ドーム | 7月20日 東京ドーム                  | 7月20日 東京ドーム |
| コミッショナー     | 城田優 | 城田優                              | 城田優 |
| ゲスト解説         | 荒牧慶彦・佐藤流司 | 荒牧慶彦・佐藤流司                  | 荒牧慶彦・佐藤流司 |
| シークレットゲスト | spi・染谷俊之 | spi・染谷俊之                       | spi・染谷俊之 |
| チーム             | メンバー | 備考                                | 結果 |
| DIAMOND BEARS      | 監督 尾上松也 キャプテン 和田琢磨 和田雅成 石橋弘毅 岩瀬恒輝 上田堪大 上田悠介 大見拓土 北川尚弥 北園涼 小南光司 椎名鯛造 高野洸 鳥越裕貴 松井勇歩 結城伽寿也 横山真史   | [ 6 ]                               | MVP 岩瀬恒輝 ･ ファインプレー賞 上田堪大 ･ ハッスル賞 鳥越裕貴 ･ ハーゲンダッツ賞 阿部顕嵐 ･ ほろよい 夏の白いサワー賞 荒牧慶彦 |
| BLACK WINGS        | 監督 山崎育三郎 キャプテン 黒羽麻璃央 阿部顕嵐 有澤樟太郎 井阪郁巳 岡宮来夢 小西詠斗 近藤頌利 笹森裕貴 章平 田中涼星 西川俊介 橋本祥平 平野宏周 廣野凌大 松田凌 八木将康 | [ 6 ]                               | MVP 岩瀬恒輝 ･ ファインプレー賞 上田堪大 ･ ハッスル賞 鳥越裕貴 ･ ハーゲンダッツ賞 阿部顕嵐 ･ ほろよい 夏の白いサワー賞 荒牧慶彦 |
| 企画・プロデュース | 黒羽麻璃央 | 黒羽麻璃央                          | 黒羽麻璃央 |
| 総合演出           | 川尻恵太 | 川尻恵太                            | 川尻恵太 |
| 主催               | 読売新聞社・ACTORS☆LEAGUE実行委員会 | 読売新聞社・ACTORS☆LEAGUE実行委員会 | 読売新聞社・ACTORS☆LEAGUE実行委員会                                                                                             |

### 2022年
| 開催日・会場       | 5月2日 幕張イベントホール                         | 5月2日 幕張イベントホール                | 5月2日 幕張イベントホール |
| オペレーター       | DJ KOO                                            | DJ KOO                                   | DJ KOO |
| レジェンドゲーマー | KEN THE 390                                       | KEN THE 390                              | KEN THE 390 |
| キャスター         | 水江建太・阿部顕嵐                                | 水江建太・阿部顕嵐                       | 水江建太・阿部顕嵐 |
| 実況               | 田口尚平                                          | 田口尚平                                 | 田口尚平 |
| オープニングアクト | King Squad BORDERLESS RULERS                      | King Squad BORDERLESS RULERS             | King Squad BORDERLESS RULERS |
| サプライズゲスト   | 三浦宏規                                          | 三浦宏規                                 | 三浦宏規 |
| チーム             | メンバー                                          | 備考                                     | 結果 |
| King Squad         | 高野洸 福澤侑 増子敦貴 松田昇大                   | [ 10 ]                                   | 優勝チーム Psycho-Crusher ・ 「スーパーボンバーマン R」MVP 福澤侑 ・ 「ぷよぷよテトリス2」MVP 本田礼生 ・ 「PUI PUI モルカー Let's!モルカーパーティー！」MVP 寺山武志 ・ ハッスル賞 廣野凌大 |
| Royal Predator     | 荒牧慶彦 櫻井圭登 佐奈宏紀 ランズベリー・アーサー | [ 10 ]                                   | 優勝チーム Psycho-Crusher ・ 「スーパーボンバーマン R」MVP 福澤侑 ・ 「ぷよぷよテトリス2」MVP 本田礼生 ・ 「PUI PUI モルカー Let's!モルカーパーティー！」MVP 寺山武志 ・ ハッスル賞 廣野凌大 |
| Downtown Nuts      | 廣野凌大 武子直輝 綱啓永 寺山武志                 | [ 10 ]                                   | 優勝チーム Psycho-Crusher ・ 「スーパーボンバーマン R」MVP 福澤侑 ・ 「ぷよぷよテトリス2」MVP 本田礼生 ・ 「PUI PUI モルカー Let's!モルカーパーティー！」MVP 寺山武志 ・ ハッスル賞 廣野凌大 |
| Psycho-Crusher     | 北村諒 梅津瑞樹 木津つばさ 本田礼生               | [ 10 ]                                   | 優勝チーム Psycho-Crusher ・ 「スーパーボンバーマン R」MVP 福澤侑 ・ 「ぷよぷよテトリス2」MVP 本田礼生 ・ 「PUI PUI モルカー Let's!モルカーパーティー！」MVP 寺山武志 ・ ハッスル賞 廣野凌大 |
| 企画・プロデュース | 高野洸                                            | 高野洸                                   | 高野洸 |
| 総合演出           | 植木豪                                            | 植木豪                                   | 植木豪 |
| 主催               | 読売新聞社・ACTORS☆LEAGUE2022 実行委員会          | 読売新聞社・ACTORS☆LEAGUE2022 実行委員会 | 読売新聞社・ACTORS☆LEAGUE2022 実行委員会 |

| 開催日・会場       | 8月22日 東京ドーム | 8月22日 東京ドーム                             | 8月22日 東京ドーム |
| ゲスト解説         | 三浦宏規・おばたのお兄さん | 三浦宏規・おばたのお兄さん                     | 三浦宏規・おばたのお兄さん |
| オープニングアクト | ZIPANG OPERA （佐藤流司・福澤侑・心之介・spi） | ZIPANG OPERA （佐藤流司・福澤侑・心之介・spi） | ZIPANG OPERA （佐藤流司・福澤侑・心之介・spi） |
| シークレットゲスト | 鈴木拡樹・高橋健介 | 鈴木拡樹・高橋健介                             | 鈴木拡樹・高橋健介 |
| チーム             | メンバー | 備考                                           | 結果 |
| DIAMOND BEARS      | 監督 井上裕介 キャプテン 和田琢磨 石橋弘毅 岩瀬恒輝 上田堪大 上田悠介 大見拓土 北川尚弥 北園涼 小南光司 椎名鯛造 高野洸 富田翔 鳥越裕貴 松井勇歩 松島勇之介 結城伽寿也 横山真史   | [ 11 ]                                         | 優勝チーム DIAMOND BEARS ・ MVP 鳥越裕貴 ・ ファインプレー賞 和田琢磨 ・ フェアプレー賞 西川俊介 ・ ハッスル賞 丘山晴己 ・ ビアボール賞 有澤樟太郎 |
| BLACK WINGS        | 監督 橘ケンチ キャプテン 黒羽麻璃央 阿部顕嵐 有澤樟太郎 井阪郁巳 丘山晴己 小西詠斗 近藤頌利 笹森裕貴 章平 立石俊樹 永田聖一朗 西川俊介 橋本祥平 平野宏周 廣野凌大 松田凌 八木将康 | [ 11 ]                                         | 優勝チーム DIAMOND BEARS ・ MVP 鳥越裕貴 ・ ファインプレー賞 和田琢磨 ・ フェアプレー賞 西川俊介 ・ ハッスル賞 丘山晴己 ・ ビアボール賞 有澤樟太郎 |
| 企画・プロデュース | 黒羽麻璃央 | 黒羽麻璃央                                     | 黒羽麻璃央 |
| 総合演出           | 川尻恵太 | 川尻恵太                                       | 川尻恵太 |
| 主催               | 読売新聞社・ACTORS☆LEAGUE2022 実行委員会 | 読売新聞社・ACTORS☆LEAGUE2022 実行委員会       | 読売新聞社・ACTORS☆LEAGUE2022 実行委員会 |

| 開催日・会場           | 10月11日 東京体育館メインアリーナ | 10月11日 東京体育館メインアリーナ               | 10月11日 東京体育館メインアリーナ |
| ゲスト解説             | 藤田玲 | 藤田玲                                          | 藤田玲 |
| 特別副音声解説         | 前半 安井謙太郎・福澤侑 後半 荒牧慶彦・鈴木拡樹 | 前半 安井謙太郎・福澤侑 後半 荒牧慶彦・鈴木拡樹 | 前半 安井謙太郎・福澤侑 後半 荒牧慶彦・鈴木拡樹 |
| DJ                     | 雷太 | 雷太                                            | 雷太 |
| レポーター             | 唐橋充 | 唐橋充                                          | 唐橋充 |
| サプライズゲスト       | 岡幸二郎・鳥越裕貴 | 岡幸二郎・鳥越裕貴                              | 岡幸二郎・鳥越裕貴 |
| マスコットキャラクター | バチュケ | バチュケ                                        | バチュケ |
| チーム                 | メンバー | 備考                                            | 結果 |
| DREAM CATERPILLARS     | チアリーダー 高野洸 ヘッドコーチ 岸祐二 キャプテン 岡宮来夢 石橋弘毅 加藤大悟 笹森裕貴 佐奈宏紀 田村心 永田聖一朗 長妻怜央 平賀勇成 寶珠山駿 松田凌 持田悠生 山田ジェームス武   | [ 13 ]                                          | 優勝チーム賞 SPARK SEEDS ・ バチュケ賞 松島勇之介 ・ ポスタライズ賞 高橋健介 ・ ビアボール賞 糸川耀士郎 ・ MVP 長妻怜央 ・ ハッスル賞 山田ジェームス武 |
| SPARK SEEDS            | チアリーダー 丘山晴己 ヘッドコーチ 荒木健太朗 キャプテン 牧島輝 安東秀大郎 石川凌雅 糸川耀士郎 岩崎悠雅 川上将大 北村諒 高橋健介 立花裕大 田淵累生 土屋直武 松島勇之介 森田桐矢 | [ 13 ]                                          | 優勝チーム賞 SPARK SEEDS ・ バチュケ賞 松島勇之介 ・ ポスタライズ賞 高橋健介 ・ ビアボール賞 糸川耀士郎 ・ MVP 長妻怜央 ・ ハッスル賞 山田ジェームス武 |
| 企画・プロデュース     | 岡宮来夢 | 岡宮来夢                                        | 岡宮来夢 |
| 総合演出               | 植木豪 | 植木豪                                          | 植木豪 |
| 主催                   | 読売新聞社・ACTORS☆LEAGUE2022 実行委員会 | 読売新聞社・ACTORS☆LEAGUE2022 実行委員会        | 読売新聞社・ACTORS☆LEAGUE2022 実行委員会 |

### 2023年
| 開催日・会場                      | 6月19日 日本武道館                                                     | 6月19日 日本武道館                                                     | 6月19日 日本武道館 |
| オペレーター                      | DJ KOO                                                                 | DJ KOO                                                                 | DJ KOO |
| 奇奇怪怪盗団                      | 有澤樟太郎・牧島輝                                                     | 有澤樟太郎・牧島輝                                                     | 有澤樟太郎・牧島輝 |
| 解説                              | 聖グラバー学院 Psycho-Crusher ● 北村諒・梅津瑞樹・木津つばさ・本田礼生 | 聖グラバー学院 Psycho-Crusher ● 北村諒・梅津瑞樹・木津つばさ・本田礼生 | 聖グラバー学院 Psycho-Crusher ● 北村諒・梅津瑞樹・木津つばさ・本田礼生                                                                                   |
| サプライズゲスト                  | 岡宮来夢（映像出演）                                                   | 岡宮来夢（映像出演）                                                   | 岡宮来夢（映像出演） |
| チーム                            | メンバー                                                               | 備考                                                                   | 結果 |
| 西風高校 King Squad ●             | 高野洸 福澤侑 増子敦貴 松田昇大                                        | [ 16 ]                                                                 | 優勝チーム King Squad • スーパーボンバーマンR賞 増子敦貴 • ニンジャラ賞 武子直輝 • ぷよぷよ™︎ テトリス®︎２賞 廣野凌大 • MVP 佐奈宏紀 • ESPRIQUE賞 加藤大悟 |
| 桃園学園高等学校 Royal Predator ● | 荒牧慶彦 佐奈宏紀 山田ジェームス武 ランズベリー・アーサー              | [ 16 ]                                                                 | 優勝チーム King Squad • スーパーボンバーマンR賞 増子敦貴 • ニンジャラ賞 武子直輝 • ぷよぷよ™︎ テトリス®︎２賞 廣野凌大 • MVP 佐奈宏紀 • ESPRIQUE賞 加藤大悟 |
| 宇田川高校 Downtown Nuts ●        | 阿部顕嵐 武子直輝 寺山武志 廣野凌大                                    | [ 16 ]                                                                 | 優勝チーム King Squad • スーパーボンバーマンR賞 増子敦貴 • ニンジャラ賞 武子直輝 • ぷよぷよ™︎ テトリス®︎２賞 廣野凌大 • MVP 佐奈宏紀 • ESPRIQUE賞 加藤大悟 |
| 北湊高校 Grudge Orca ●            | 三浦宏規 加藤大悟 北園涼 spi                                           | [ 16 ]                                                                 | 優勝チーム King Squad • スーパーボンバーマンR賞 増子敦貴 • ニンジャラ賞 武子直輝 • ぷよぷよ™︎ テトリス®︎２賞 廣野凌大 • MVP 佐奈宏紀 • ESPRIQUE賞 加藤大悟 |
| 企画・プロデュース                | 高野洸                                                                 | 高野洸                                                                 | 高野洸 |
| 総合演出                          | 植木豪                                                                 | 植木豪                                                                 | 植木豪 |
| 主催                              | 読売新聞社・ACTORS☆LEAGUE2023 実行委員会                               | 読売新聞社・ACTORS☆LEAGUE2023 実行委員会                               | 読売新聞社・ACTORS☆LEAGUE2023 実行委員会 |

| 開催日・会場       | 8月22日 東京ドーム | 8月22日 東京ドーム                             | 8月22日 東京ドーム |
| ゲスト解説         | 里崎智也 ・おばたのお兄さん | 里崎智也 ・おばたのお兄さん                    | 里崎智也 ・おばたのお兄さん |
| オープニングアクト | ZIPANG OPERA （佐藤流司・福澤侑・心之介・spi） | ZIPANG OPERA （佐藤流司・福澤侑・心之介・spi） | ZIPANG OPERA （佐藤流司・福澤侑・心之介・spi） |
| サプライズゲスト   | 鈴木拡樹・染谷俊之 | 鈴木拡樹・染谷俊之                             | 鈴木拡樹・染谷俊之 |
| チーム             | メンバー | 備考                                           | 結果 |
| BLACK WINGS ●      | キャプテン 黒羽麻璃央 有澤樟太郎 岡宮来夢 丘山晴己 小西詠斗 近藤頌利 笹森裕貴 章平 立石俊樹 田中涼星 田村升吾 西川俊介 橋本祥平 平野宏周 廣野凌大 八木将康        | [ 18 ]                                         | 優勝チーム DIAMOND BEARS • MVP 北園涼 • ファインプレー賞 小南光司 • 里崎智也賞 大見拓土 • フェアプレー賞 小西詠斗 • ハッスル賞 有澤樟太郎 • ビアボール賞 笹森裕貴 • エレガンス賞 田村心 |
| DIAMOND BEARS ●    | キャプテン 和田琢磨 石橋弘毅 岩瀬恒輝 上田堪大 上田悠介 大見拓土 北川尚弥 北園涼 小南光司 椎名鯛造 高野洸 富田翔 鳥越裕貴 松井勇歩 松島勇之介 結城伽寿也 横山真史 | [ 18 ]                                         | 優勝チーム DIAMOND BEARS • MVP 北園涼 • ファインプレー賞 小南光司 • 里崎智也賞 大見拓土 • フェアプレー賞 小西詠斗 • ハッスル賞 有澤樟太郎 • ビアボール賞 笹森裕貴 • エレガンス賞 田村心 |
| GEM SCARLETS ●     | キャプテン 荒牧慶彦 蒼木陣 石川凌雅 糸川耀士郎 梅津瑞樹 木津つばさ 立花裕大 田村心 増子敦貴                                                                       | [ 18 ]                                         | 優勝チーム DIAMOND BEARS • MVP 北園涼 • ファインプレー賞 小南光司 • 里崎智也賞 大見拓土 • フェアプレー賞 小西詠斗 • ハッスル賞 有澤樟太郎 • ビアボール賞 笹森裕貴 • エレガンス賞 田村心 |
| 企画・プロデュース | 黒羽麻璃央 | 黒羽麻璃央                                     | 黒羽麻璃央 |
| 総合演出           | 川尻恵太 | 川尻恵太                                       | 川尻恵太 |
| 主催               | 読売新聞社・ACTORS☆LEAGUE 2023実行委員会 | 読売新聞社・ACTORS☆LEAGUE 2023実行委員会       | 読売新聞社・ACTORS☆LEAGUE 2023実行委員会 |

| 開催日・会場           | 10月11日 東京体育館メインアリーナ | 10月11日 東京体育館メインアリーナ        | 10月11日 東京体育館メインアリーナ |
| 解説                   | 岡幸二郎・藤田玲 | 岡幸二郎・藤田玲                         | 岡幸二郎・藤田玲 |
| DJ                     | RAITA | RAITA                                    | RAITA |
| レポーター             | 唐橋充 | 唐橋充                                   | 唐橋充 |
| ハーフタイムショー     | 高野洸 | 高野洸                                   | 高野洸 |
| マスコットキャラクター | バチュケ（声：小野賢章） | バチュケ（声：小野賢章）                 | バチュケ（声：小野賢章） |
| チーム                 | メンバー | 備考                                     | 結果 |
| DREAM CATERPILLARS ●   | 監督 大野拓朗 キャプテン 岡宮来夢 石橋弘毅 加藤大悟 木内健人 木原瑠生 笹森裕貴 田村心 永田聖一朗 長妻怜央 平賀勇成 寶珠山駿 松田凌 持田悠生 山田ジェームス武                | [ 20 ]                                   | 優勝チーム DREAM CATERPILLARS • ポスタライズ賞 田淵累生 • ビアボール賞 松島勇之介 • バチュケ賞 松田凌 • ひらがなあくたーずりーぐ賞 長妻怜央 • ハッスル賞 寶珠山駿 • MVP 田村心 |
| SPARK SEEDS ●          | 監督 郷本直也 キャプテン代理 糸川耀士郎 安東秀大郎 石川凌雅 糸川耀士郎 岩崎悠雅 川上将大 京典和玖 定本楓馬 里中将道 立花裕大 田淵累生 土屋直武 中本大賀 松島勇之介 山﨑晶吾 | [ 20 ]                                   | 優勝チーム DREAM CATERPILLARS • ポスタライズ賞 田淵累生 • ビアボール賞 松島勇之介 • バチュケ賞 松田凌 • ひらがなあくたーずりーぐ賞 長妻怜央 • ハッスル賞 寶珠山駿 • MVP 田村心 |
| 企画・プロデュース     | 岡宮来夢 | 岡宮来夢                                 | 岡宮来夢 |
| 総合演出               | 植木豪 | 植木豪                                   | 植木豪 |
| 主催                   | 読売新聞社・ACTORS☆LEAGUE2023 実行委員会 | 読売新聞社・ACTORS☆LEAGUE2023 実行委員会 | 読売新聞社・ACTORS☆LEAGUE2023 実行委員会 |

### 2024年
| 開催日・会場           | 6月11日 幕張メッセ イベントホール                                          | 6月11日 幕張メッセ イベントホール | 6月11日 幕張メッセ イベントホール |
| 支配人（オペレーター） | DJ KOO                                                                     | DJ KOO                            | DJ KOO |
| レジェンドゲーマー     | KEN THE 390                                                                | KEN THE 390                       | KEN THE 390 |
| 解説                   | 佐藤流司・古谷大和                                                         | 佐藤流司・古谷大和                | 佐藤流司・古谷大和 |
| 裏解説                 | 黒羽麻璃央・廣野凌大                                                       | 黒羽麻璃央・廣野凌大              | 黒羽麻璃央・廣野凌大 |
| 実況                   | 田口尚平                                                                   | 田口尚平                          | 田口尚平 |
| チーム                 | メンバー                                                                   | 備考                              | 結果 |
| TWILIGHT ●             | リーダー 高野洸 阿部顕嵐 北園涼 高橋健介 武子直輝 寺山武志 福澤侑 松田昇大 | [ 23 ]                            | 優勝チーム TWILIGHT • FOAMSTARS賞 阿部顕嵐 • フルパンプ！賞 武子直輝 • スーパーボンバーマン®︎2賞 福澤侑 • おいC賞 寺山武志 • MVP 荒牧慶彦 |
| MAGICAL BERO ●         | リーダー 荒牧慶彦 石川凌雅 梅津瑞樹 北村諒 佐奈宏紀 spi 高橋怜也 田中涼星  | [ 23 ]                            | 優勝チーム TWILIGHT • FOAMSTARS賞 阿部顕嵐 • フルパンプ！賞 武子直輝 • スーパーボンバーマン®︎2賞 福澤侑 • おいC賞 寺山武志 • MVP 荒牧慶彦 |
| 企画・プロデュース     | 高野洸                                                                     | 高野洸                            | 高野洸 |
| 総合演出               | 植木豪                                                                     | 植木豪                            | 植木豪 |
| 主催                   | ACTORS☆LEAGUE2024 実行委員会                                               | ACTORS☆LEAGUE2024 実行委員会      | ACTORS☆LEAGUE2024 実行委員会 |

| 開催日・会場       | 8月27日 有明アリーナ                                                    | 8月27日 有明アリーナ                     | 8月27日 有明アリーナ                                            |
| MC                 | 荒牧慶彦・佐藤流司                                                      | 荒牧慶彦・佐藤流司                       | 荒牧慶彦・佐藤流司                                              |
| 審査員             | 植木豪・SAM・ゴリエ                                                     | 植木豪・SAM・ゴリエ                      | 植木豪・SAM・ゴリエ                                             |
| ARTIST             | PaniCrew・高野洸・WATWING・ZIPANG OPERA                                 | PaniCrew・高野洸・WATWING・ZIPANG OPERA  | PaniCrew・高野洸・WATWING・ZIPANG OPERA                         |
| チーム             | メンバー                                                                | 備考                                     | 結果                                                            |
| MISH-MASH ●        | リーダー 福澤侑 小林亮太 高橋祐理 滝澤諒 廣野凌大 YUKI                  | [ 27 ]                                   | Best Pumped Up賞 高橋駿一 • MVP 高橋颯 • Best Performance賞 LYJ |
| THUNDER MONKEYS ●  | リーダー 石川凌雅 後藤大 里中将道 高橋颯 古幡亮 雷太                    | [ 27 ]                                   | Best Pumped Up賞 高橋駿一 • MVP 高橋颯 • Best Performance賞 LYJ |
| cockpit ●          | リーダー 高野洸 阿部顕嵐 皇希 spi 福島海太 山田健登                     | [ 27 ]                                   | Best Pumped Up賞 高橋駿一 • MVP 高橋颯 • Best Performance賞 LYJ |
| UNDER PARADOGs ●   | リーダー 高橋駿一 岡野海斗 加藤良輔 高橋怜也 松田昇大 泰江和明          | [ 27 ]                                   | Best Pumped Up賞 高橋駿一 • MVP 高橋颯 • Best Performance賞 LYJ |
| LYJ ●              | リーダー 福澤希空 安藤夢叶 小籏海王 坂田大夢 高野渉聖 高橋陸人 二宮礼夢 | [ 27 ]                                   | Best Pumped Up賞 高橋駿一 • MVP 高橋颯 • Best Performance賞 LYJ |
| 企画・プロデュース | 福澤侑                                                                  | 福澤侑                                   | 福澤侑                                                          |
| 総合演出           | 植木豪                                                                  | 植木豪                                   | 植木豪                                                          |
| 主催               | 読売新聞社・ACTORS☆LEAGUE2024 実行委員会                                | 読売新聞社・ACTORS☆LEAGUE2024 実行委員会 | 読売新聞社・ACTORS☆LEAGUE2024 実行委員会                        |

| 開催日・会場           | 9月3日 東京体育館メインアリーナ | 9月3日 東京体育館メインアリーナ          | 9月3日 東京体育館メインアリーナ |
| 解説                   | 岡幸二郎・藤田玲 | 岡幸二郎・藤田玲                         | 岡幸二郎・藤田玲 |
| DJ                     | 雷太 | 雷太                                     | 雷太 |
| レポーター             | 唐橋充 | 唐橋充                                   | 唐橋充 |
| マスコットキャラクター | バチュケ（声：小野賢章） | バチュケ（声：小野賢章）                 | バチュケ（声：小野賢章） |
| チーム                 | メンバー | 備考                                     | 結果 |
| DREAM CATERPILLARS ●   | 監督 加藤和樹 • キャプテン 岡宮来夢 • 石橋弘毅 稲垣成弥 小西成弥 笹森裕貴 佐奈宏紀 田村心 永田聖一朗 平賀勇成 寶珠山駿 持田悠生 山田ジェームス武                          | [ 31 ]                                   | 優勝チーム賞 DREAM CATERPILLARS ・ バチュケ賞 笹森裕貴 ・ ポスタライズ賞 糸川耀士郎 ・ ハッスル賞 里中将道 ・ 川崎ブレイブサンダース賞 川上将大 ・ MVP 山田ジェームス武 |
| SPARK SEEDS ●          | 監督 河合龍之介 • キャプテン 牧島輝 • 安東秀大郎 石川凌雅 糸川耀士郎 岩崎悠雅 川上将大 京典和玖 定本楓馬 里中将道 高橋健介 立花裕大 土屋直武 中本大賀 松島勇之介 山﨑晶吾 | [ 31 ]                                   | 優勝チーム賞 DREAM CATERPILLARS ・ バチュケ賞 笹森裕貴 ・ ポスタライズ賞 糸川耀士郎 ・ ハッスル賞 里中将道 ・ 川崎ブレイブサンダース賞 川上将大 ・ MVP 山田ジェームス武 |
| 企画・プロデュース     | 岡宮来夢 | 岡宮来夢                                 | 岡宮来夢 |
| 総合演出               | 植木豪 | 植木豪                                   | 植木豪 |
| 主催                   | 読売新聞社・ACTORS☆LEAGUE2024 実行委員会 | 読売新聞社・ACTORS☆LEAGUE2024 実行委員会 | 読売新聞社・ACTORS☆LEAGUE2024 実行委員会 |

### 2025年
| 開催日・会場                 | 6月10日 東京ガーデンシアター                                                                       | 6月10日 東京ガーデンシアター                                            | 6月10日 東京ガーデンシアター |
| 支配人（オペレーター）       | DJ KOO                                                                                             | DJ KOO                                                                  | DJ KOO |
| レジェンドゲーマー           | KEN THE 390                                                                                        | KEN THE 390                                                             | KEN THE 390 |
| 解説                         | 植田圭輔・古谷大和                                                                                 | 植田圭輔・古谷大和                                                      | 植田圭輔・古谷大和 |
| Ryuji Sato                   | 佐藤流司                                                                                           | 佐藤流司                                                                | 佐藤流司 |
| なんでもエンタメ研究所・助手 | エイト（小西詠斗）                                                                                 | エイト（小西詠斗）                                                      | エイト（小西詠斗） |
| 実況                         | 田口尚平                                                                                           | 田口尚平                                                                | 田口尚平 |
| パフォーマンス               | BORDERLESS RULERS（HILOMU、Dolton、 KIMUTAKU、KENTA、GeN、YASU、SOUTA）                            | BORDERLESS RULERS（HILOMU、Dolton、 KIMUTAKU、KENTA、GeN、YASU、SOUTA） | BORDERLESS RULERS（HILOMU、Dolton、 KIMUTAKU、KENTA、GeN、YASU、SOUTA） |
| チーム                       | メンバー                                                                                           | 備考                                                                    | 結果 |
| TWILIGHT ●                   | リーダー 高野洸 阿部顕嵐 北園涼 小坂涼太郎 櫻井圭登 武子直輝 寺山武志 廣野凌大 福澤侑 松田昇大     | [ 33 ]                                                                  | 優勝チーム MAGICAL BERO • MVP賞 櫻井圭登 • 『フルパンプ！』MVP賞 佐奈宏紀 小西詠斗 • 『スーパーボンバーマンR2』賞 北村諒 • 『ストリートファイター6』賞 松田昇大 • スタミナ賞 加藤大悟 |
| MAGICAL BERO ●               | リーダー 荒牧慶彦 梅津瑞樹 加藤大悟 北村諒 木津つばさ 佐奈宏紀 砂川脩弥 高橋怜也 田中涼星 持田悠生 | [ 33 ]                                                                  | 優勝チーム MAGICAL BERO • MVP賞 櫻井圭登 • 『フルパンプ！』MVP賞 佐奈宏紀 小西詠斗 • 『スーパーボンバーマンR2』賞 北村諒 • 『ストリートファイター6』賞 松田昇大 • スタミナ賞 加藤大悟 |
| 企画・プロデュース           | 高野洸                                                                                             | 高野洸                                                                  | 高野洸 |
| 総合演出                     | 植木豪                                                                                             | 植木豪                                                                  | 植木豪 |
| 主催                         | ACTORS☆LEAGUE2025 実行委員会                                                                       | ACTORS☆LEAGUE2025 実行委員会                                            | ACTORS☆LEAGUE2025 実行委員会 |

| 開催日・会場           | 6月30日 明治神宮野球場 | 6月30日 明治神宮野球場                   | 6月30日 明治神宮野球場 |
| ゲスト解説             | 内川聖一・染谷俊之・植田圭輔 |                                          | |
| ホームランフェアリーズ | 坂田大夢・高野渉聖・戸塚世那・西山蓮都 |                                          | |
| チーム                 | メンバー | 備考                                     | 結果 |
| BLACK WINGS ●          | キャプテン 黒羽麻璃央 阿部顕嵐 井阪郁巳 岡宮来夢 丘山晴己 小西詠斗 小西成弥 近藤頌利 笹森裕貴 章平 田中涼星 田村升吾 西川俊介 廣野凌大 持田悠生 八木将康 マネージャー ユニコーン福澤 （福澤侑） | [ 35 ]                                   | 優勝チーム BLACK WINGS • MVP 田村升吾 • ファインプレー賞 廣野凌大 • フェアプレー賞 岡宮来夢 笹森裕貴 • ハッスル賞 上田堪大 |
| DIAMOND BEARS ●        | キャプテン 和田琢磨 石橋弘毅 上田堪大 大見拓土 北園涼 小南光司 椎名鯛造 高野洸 高橋怜也 富田翔 鳥越裕貴 松井勇歩 松島勇之介 結城伽寿也 横山真史 マネージャー ドラゴン流司 （佐藤流司）          | [ 35 ]                                   | 優勝チーム BLACK WINGS • MVP 田村升吾 • ファインプレー賞 廣野凌大 • フェアプレー賞 岡宮来夢 笹森裕貴 • ハッスル賞 上田堪大 |
| 企画・プロデュース     | 黒羽麻璃央 | 黒羽麻璃央                               | 黒羽麻璃央 |
| 総合演出               | 川尻恵太 | 川尻恵太                                 | 川尻恵太 |
| 主催                   | 読売新聞社・ACTORS☆LEAGUE 2025実行委員会 | 読売新聞社・ACTORS☆LEAGUE 2025実行委員会 | 読売新聞社・ACTORS☆LEAGUE 2025実行委員会                                                                                   |

| 開催日・会場       | 8月26日 国立代々木競技場 第一体育館                                 | 8月26日 国立代々木競技場 第一体育館                   | 8月26日 国立代々木競技場 第一体育館                   |
| MC                 | 荒牧慶彦・廣野凌大                                                  | 荒牧慶彦・廣野凌大                                    | 荒牧慶彦・廣野凌大                                    |
| 裏解説             | 植田圭輔・田中涼星                                                  | 植田圭輔・田中涼星                                    | 植田圭輔・田中涼星                                    |
| 審査員             | 植木豪・ゴリエ・SAM                                                 | 植木豪・ゴリエ・SAM                                   | 植木豪・ゴリエ・SAM                                   |
| ARTIST             | 植木豪・THE YARA・ZIPANG OPERA・Bimi・MADKID・WATWING               | 植木豪・THE YARA・ZIPANG OPERA・Bimi・MADKID・WATWING | 植木豪・THE YARA・ZIPANG OPERA・Bimi・MADKID・WATWING |
| 公式キャラクター   | ネクサス                                                            | ネクサス                                              | ネクサス                                              |
| チーム             | メンバー                                                            | 備考                                                  | 結果                                                  |
| Ensemble ●         | リーダー 阿部顕嵐 後藤大 高橋駿一 高橋陸人 福澤希空 松田昇大 YUKI   | [ 36 ]                                                |                                                       |
| Gang Blue ●        | リーダー 佐藤流司 安藤夢叶 今牧輝琉 坂田大夢 福澤侑 福島海太 古幡亮 | [ 36 ]                                                |                                                       |
| GOAT KINGS ●       | リーダー spi 小海王 岡野海斗 加藤良輔 小林亮太 高橋颯 滝澤諒        | [ 36 ]                                                |                                                       |
| Piggyback ●        | リーダー 高橋怜也 皇希 星中将道 高橋祐理 持田悠生 泰江和明          | [ 36 ]                                                |                                                       |
| lumiNous ●         | リーダー 高野渉聖 鈴木恒守 西條哉 徳田海斗 八重澤就土 米盛秋音      | [ 36 ]                                                |                                                       |
| 企画・プロデュース | 福澤侑                                                              | 福澤侑                                                | 福澤侑                                                |
| 総合演出           | 植木豪                                                              | 植木豪                                                | 植木豪                                                |
| 主催               | 読売新聞社・ACTORS☆LEAGUE2025 実行委員会                            | 読売新聞社・ACTORS☆LEAGUE2025 実行委員会              | 読売新聞社・ACTORS☆LEAGUE2025 実行委員会              |

| 開催日・会場                                                 | 10月7日 東京体育館メインアリーナ | 10月7日 東京体育館メインアリーナ             | 10月7日 東京体育館メインアリーナ             |
| 解説                                                         | 尾形貴弘（パンサー） | 尾形貴弘（パンサー）                         | 尾形貴弘（パンサー）                         |
| ゲスト                                                       | ドラゴン流司、ユニコーン福澤、フェニックス洸 | ドラゴン流司、ユニコーン福澤、フェニックス洸 | ドラゴン流司、ユニコーン福澤、フェニックス洸 |
| チーム                                                       | メンバー | 備考                                         | 結果                                         |
| アクターズソサエティ株式会社 関西エリア Cheeky Blue Hounds ● | キャプテン 植田圭輔 • 監督 玉城裕規 • 糸川耀士郎 岩崎悠雅 加藤大悟 北園涼 木津つばさ 佐藤信長 佐奈宏紀 坪倉康晴 手島章斗 寺山武志 鳥越裕貴 松井勇歩 松田昇大 | [ 37 ]                                       |                                              |
| アクターズソサエティ株式会社 関東エリア Bloody White Cats ●  | 監督 荒牧慶彦 • キャプテン 廣野凌大 • 岩城直弥 梶田拓希 菊池修司 岸本勇太 北村諒 小坂涼太郎 高橋駿一 高橋祐理 武子直輝 田中涼星 二階堂心 益川和久 持田悠生   | [ 37 ]                                       |                                              |
| 企画・プロデュース                                           | 植田圭輔 | 植田圭輔                                     | 植田圭輔                                     |
| 総合演出                                                     | 川尻恵太 | 川尻恵太                                     | 川尻恵太                                     |

in Brain 2025
11月18日 東京ガーデンシアター
企画・プロデュース佐藤流司

## ABEMA配信
ABEMAのAbema SPECIAL チャンネルではアクターズリーグ☆パーティー（アクパー）を配信。事前特番やイベント直後の後夜祭などの生配信を行っている。後夜祭以外の配信では二次会も配信している。
|      | サブタイトル      | 配信日  | キャスト |
| ---- | ----------------- | ------- | --- |
| 2021 | 開幕速報SP        | 6月23日 | 和田琢磨、和田雅成、黒羽麻璃央、有澤樟太郎                                                                                                   |
| 2021 | 後夜祭            | 7月20日 | 和田琢磨、和田雅成、黒羽麻璃央、有澤樟太郎、他                                                                                               |
| 2022 | 3月28日           | 3月28日 | 黒羽麻璃央、高野洸、岡宮来夢 |
| 2022 | 4月29日           | 4月29日 | 高野洸、福澤侑、廣野凌大、綱啓永、寺山武志、阿部顕嵐                                                                                         |
| 2022 | 後夜祭            | 5月2日  | 高野洸、他 |
| 2022 | 6月27日           | 6月27日 | 黒羽麻璃央、和田琢磨、有澤樟太郎、椎名鯛造、松島勇之介、丘山晴己、永田聖一朗                                                                 |
| 2022 | 7月25日           | 7月25日 | 黒羽麻璃央、和田琢磨、鳥越裕貴、小西詠斗、立石俊樹                                                                                           |
| 2022 | 後夜祭            | 8月22日 | 黒羽麻璃央、和田琢磨、他 |
| 2022 | 9月26日           | 9月26日 | 岡宮来夢、田村心、笹森裕貴、石川凌雅、糸川耀士郎、立花裕大                                                                                   |
| 2022 | 後夜祭            | 9月26日 | 岡宮来夢、牧島輝、他 |
| 2023 | 2月15日           | 2月15日 | 高野洸、黒羽麻璃央、岡宮来夢、唐橋充、髙木俊、寺山武志、荒牧慶彦                                                                             |
| 2023 | in Games          | 6月7日  | 高野洸、佐奈宏紀、廣野凌大、北村諒、三浦宏規                                                                                                 |
| 2023 | in Games後夜祭    | 6月19日 | 高野洸、寺山武志、増子敦貴、福澤侑、松田昇大、 武子直輝、佐奈宏紀、木津つばさ、北園涼、山田ジェームス武、 廣野凌大、加藤大悟、黒羽麻璃央、他 |
| 2023 | in Baseball       | 6月26日 | 黒羽麻璃央、和田琢磨、荒牧慶彦、松島勇之介、田村心                                                                                           |
| 2023 | in Baseball後夜祭 | 7月3日  | 黒羽麻璃央、和田琢磨、笹森裕貴、田中涼星、小西詠斗、 田村心、大見拓土、有澤樟太郎、糸川耀士郎、 北園諒、小南光司、高橋健介、高野洸、他       |

## あくたーず☆りーぐ

### あくたーず☆りーぐ アートフェスタ（2023年）
2023年11月18日・19日によみうりランド、HANA・BIYORIにて開催のアートフェスタ。
イベントのコンセプトは「アート」「平和」「フェス」の3つ。争わない、勝ち負けを決めない、平和の祭典である。
スポーツイベントのACTORS☆LEAGUEに対し、ひらがなで表記されることから「ひらがな あくたーずりーぐ」と呼称される。
| 開催日・会場                                             | 2023年11月18日・19日 よみうりランド | 2023年11月18日・19日 よみうりランド | 2023年11月18日・19日 よみうりランド |
| ART HANA・BIYORI                                         | |                                     |                                     |
| ART・PERFORMANCE                                         | 参加者 | 備考                                |                                     |
| プロデュース                                             | 唐橋充 | [ 39 ] [ 40 ]                       |                                     |
| ワークショップ                                           | 片桐仁 | [ 39 ] [ 40 ]                       |                                     |
| 犬スケハウス HANA・BIYORI園内 グリーティング             | 高橋健介 | [ 39 ] [ 40 ]                       |                                     |
| あーと パフォーマンス HANA・BIYORI 野外特設ステージ ほか | 18日 蒼木陣 井澤勇貴 小西詠斗（書道でお名前書きますよ！） 納谷健（お絵描き屋さん） 本田礼生 | [ 39 ] [ 40 ]                       |                                     |
| あーと パフォーマンス HANA・BIYORI 野外特設ステージ ほか | 19日 井澤勇貴 小西詠斗（書道でお名前書きますよ！） 後藤大（ライブペインティング） 田中涼星 納谷健（お絵描き屋さん） | [ 39 ] [ 40 ]                       |                                     |
| ART作品                                                  | 提供 | [ 39 ] [ 40 ]                       |                                     |
| エントランスシンボル バルーンデザイン HANA・BIYORI入口   | デザイン 後藤大 | [ 39 ] [ 40 ]                       |                                     |
| エントランスシンボル バルーンデザイン HANA・BIYORI入口   | メッセージ 染谷俊之 立石俊樹 玉城裕規 田村心 | [ 39 ] [ 40 ]                       |                                     |
| フォトスポット イラストデザイン HANA・BIYORI館           | 鈴木拡樹 | [ 39 ] [ 40 ]                       |                                     |
| 仮面出展 HANA・BIYORI館                                  | 参加者 阿部顕嵐 井阪郁巳 井澤勇貴 石川凌雅 石橋弘毅 石渡真修 糸川耀士郎 梅津瑞樹 大崎捺希 大見拓土 唐橋充 北園涼 北村諒 木原瑠生 京典和玖 鯨井康介 黒羽麻璃央 健人 小西詠斗 小南光司 近藤頌利 櫻井圭登 笹森裕貴 定本楓馬 佐藤流司 里中将道 佐奈宏紀 佐野真白 椎名鯛造 新谷聖司 陳内将 spi 髙木俊 高野洸 高本学 立花裕大 田中涼星 土屋直武 寺山武志 永田聖一朗 橋本祥平 平賀勇成 廣野凌大 福澤侑 藤田玲 寶珠山駿 松井勇歩 松島勇之介 松田凌 横田龍儀 和田琢磨 | [ 39 ] [ 40 ]                       |                                     |
| コラボレーションアート HANA・BIYORI館                    | 唐橋充 岡宮来夢 | [ 39 ] [ 40 ]                       |                                     |
| FOOD バーベキューパークJU-JU                             | プロデュース | [ 39 ] [ 40 ]                       | 髙木俊                              |
| FOOD バーベキューパークJU-JU                             | ぐるめ パフォーマンス | [ 39 ] [ 40 ]                       | 上田堪大                            |
| STAGE                                                    | プロデュース | [ 39 ] [ 40 ]                       | 寺山武志                            |
| STAGE                                                    | 出演 | [ 39 ] [ 40 ]                       |                                     |
| STAGE                                                    | フラワーパークで らんらんRUN らんらんホール | [ 39 ] [ 40 ]                       |                                     |
| STAGE                                                    | 唐橋充 髙木俊 寺山武志 ・ MC 荒牧慶彦 （なんでもエンタメ研究所・所長） | [ 39 ] [ 40 ]                       |                                     |
| STAGE                                                    | ゲストアーティスト | [ 39 ] [ 40 ]                       |                                     |
| STAGE                                                    | 18日 梅津瑞樹 小西詠斗 定本楓馬 椎名鯛造 鈴木拡樹 高橋健介 | [ 39 ] [ 40 ]                       |                                     |
| STAGE                                                    | 19日 糸川耀士郎 佐奈宏紀 高野洸 廣野凌大 福澤侑 松田昇大 | [ 39 ] [ 40 ]                       |                                     |
| 総合演出                                                 | 小林顕作 | 小林顕作                            |                                     |
| 主催                                                     | ACTORS☆LEAGUE 2023実行委員会 | ACTORS☆LEAGUE 2023実行委員会        | ACTORS☆LEAGUE 2023実行委員会        |

集団食中毒
2023年11月19日にイベントのキッチンカーで販売された「ハラミボックス」「チキンボックス」から、ウェルシュ菌による食中毒を発生。体調不良の訴えは60名以上におよんだ。実行委員会は謝罪と今後の再発防止に努めると表明。

### あくたーず☆りーぐ 三人のおうさまのおはなし（2024年）
唐橋充、髙木俊、寺山武志の3名による舞台企画。2024年11月2日から4日まで、横浜赤レンガ倉庫1号館 3階ホールで開催された。
物語は「てらおう」が治める「ぷれっしゃー王国」、「しゅんりーおう」が治める「えみなし王国」、「からはしおう」が治める「はずからし王国」の3つの王国を舞台としている。
公演は各日に1つの王国をテーマに展開され、日替わりでゲストが「しつじ」役として登場。また、全日程に「じいや」役として酒井敏也、そして「ぼーいず」として若手俳優たちが出演。脚本・総合演出を川尻恵太、演出を橋本昭博が担当した。
| 期間・会場 | 2024年11月2日 - 4日 横浜赤レンガ倉庫1号館 3Fホール    | 2024年11月2日 - 4日 横浜赤レンガ倉庫1号館 3Fホール                                          |
| スタッフ   | 総合演出・脚本                                        | 川尻恵太                                                                                    |
| スタッフ   | 演出                                                  | 橋本昭博                                                                                    |
| スタッフ   | 企画・プロデューサー                                  | 唐橋充・高木俊・寺山武志                                                                    |
| 出演       | 11月2日公演 おう：寺山武志 しつじ：佐藤流司、玉城裕規 | 全日程 〈じいや〉 酒井敏也 〈ぼーいず〉 安藤夢叶 梶田拓希 高野渉聖 高橋祐理 三井淳平 湊丈瑠 |
| 出演       | 11月3日公演 おう：高木俊 しつじ：小西詠斗、高野洸     | 全日程 〈じいや〉 酒井敏也 〈ぼーいず〉 安藤夢叶 梶田拓希 高野渉聖 高橋祐理 三井淳平 湊丈瑠 |
| 出演       | 11月4日公演 おう：唐橋充 しつじ：荒牧慶彦、梅津瑞樹   | 全日程 〈じいや〉 酒井敏也 〈ぼーいず〉 安藤夢叶 梶田拓希 高野渉聖 高橋祐理 三井淳平 湊丈瑠 |

## 関連商品
| 年     | タイトル                           | 規格品番    |
| ------ | ---------------------------------- | ----------- |
| 2021年 | ACTORS☆LEAGUE 2021                 | ALBD-2107   |
| 2022年 | ACTORS☆LEAGUE in Games 2022        | SSZXA-0002  |
| 2022年 | ACTORS☆LEAGUE in Games 2022 豪華版 | SSZXA-0002S |
| 2022年 | ACTORS☆LEAGUE in Baseball 2022     | SSZXA-0003  |
| 2022年 | ACTORS☆LEAGUE in Basketball 2022   | SSZXA-0004  |
| 2023年 | ACTORS☆LEAGUE in Games 2023        | SSZXA-0007  |
| 2023年 | ACTORS☆LEAGUE in Baseball 2023     | SSZXA-0009  |
| 2023年 | ACTORS☆LEAGUE in Basketball 2023   | SSZXA-0010  |
| 2024年 | ACTORS☆LEAGUE in Games 2024        | SSZXA-0014  |
| 2024年 | ACTORS☆LEAGUE in Dance 2024        | SSZXA-0017  |
| 2024年 | ACTORS☆LEAGUE in Basketball 2024   | SSZXA-0018  |
| 2025年 | ACTORS☆LEAGUE in Games 2025        | SSZXA-0021  |
| 2025年 | ACTORS☆LEAGUE in Baseball 2025     | SSZXA-0022  |